# Bent Løfqvist
Bent Løfqvist-Hansen (ur. 26 lutego 1936 w Kopenhadze, zm. 14 kwietnia 2022) – duński piłkarz, reprezentant kraju, grający na pozycji napastnika.

## Kariera klubowa
Løfqvist swoją przygodę z futbolem rozpoczął w Boldklubben 1913. W pierwszym zespole zadebiutował w 1958, stając się na kolejne 4 lata podstawowym napastnikiem stołecznej drużyny. Wraz z B1913 zdobył wicemistrzostwo 1. division w sezonie 1962. Został także królem strzelców Pucharu Europy w sezonie 1961/62 z 7 bramkami. W tamtym sezonie taką samą liczbę bramek zdobyli tacy zawodnicy jak Alfredo Di Stéfano czy Ferenc Puskás. Łącznie w 142 spotkaniach rozegranych w koszulce Boldklubben 1913 strzelił 89 bramek.
Po sezonie 1961/62 wyjechał do Francji, gdzie dołączył do FC Metz. W zespole grającym na drugim poziomie rozgrywkowym we Francji rozegrał łącznie 67 spotkań, w których 26 razy pokonywał bramkarzy rywali.
Od 1966 ponownie występował na duńskich boiskach, tym razem w barwach Odense Boldklub. Dwa lata później, w wieku 32 lat, zakończył karierę sportową.
| Sezon   | Klub             | Kraj    | Rozgrywki   | Mecze | Bramki |
| ------- | ---------------- | ------- | ----------- | ----- | ------ |
| 1958    | Boldklubben 1913 | Dania   | 2. division |       |        |
| 1959    | Boldklubben 1913 | Dania   | 2. division |       |        |
| 1960    | Boldklubben 1913 | Dania   | 1. division |       |        |
| 1961    | Boldklubben 1913 | Dania   | 1. division |       |        |
| 1962    | Boldklubben 1913 | Dania   | 1. division |       |        |
| 1962/63 | FC Metz          | Francja | Division 2  | 31    | 13     |
| 1963/64 | FC Metz          | Francja | Division 2  | 14    | 6      |
| 1964/65 | FC Metz          | Francja | Division 2  | 21    | 6      |
| 1966    | Odense Boldklub  | Dania   | 2. division |       |        |
| 1967    | Odense Boldklub  | Dania   | 1. division |       |        |
| 1968    | Odense Boldklub  | Dania   | 1. division |       |        |

## Kariera reprezentacyjna
Løfqvist podczas swojej kariery piłkarskiej zanotował jeden występ w reprezentacji Danii. Miało to miejsce 20 września 1961 w meczu przeciwko RFN, przegranym 1:5. Løfqvist pojawił się na boisku w 46. minucie, zmieniając Jørna Sørensena.
| Mecze i gole w reprezentacji | Mecze i gole w reprezentacji | Mecze i gole w reprezentacji | Mecze i gole w reprezentacji | Mecze i gole w reprezentacji | Mecze i gole w reprezentacji | Mecze i gole w reprezentacji |
| #                            | Data                         | Miasto                       | Przeciwnik                   | Gol                          | Wynik                        | Rozgrywki                    |
| ---------------------------- | ---------------------------- | ---------------------------- | ---------------------------- | ---------------------------- | ---------------------------- | ---------------------------- |
| 1.                           | 20.09.1961                   | Düsseldorf                   | RFN                          |                              | 1:5                          | towarzyski                   |

## Sukcesy
Boldklubben 1913
- Wicemistrzostwo 1. division (1): 1962
- Król strzelców Pucharu Europy (1): 1961/62 (7 bramek)